# Roberto I di Clermont
Roberto di Clermont (nella seconda metà del IX secolo – dopo il 947), fu conte di Clermont dall'inizio del X secolo e visconte d'Alvernia dal 910 circa fino alla sua morte.

## Origine
Come risulta dal documento n.336 del Cartulaire de Brioude, Roberto era figlio del nobile Eustorgio e di Arsinda, di cui non si conoscono gli ascendenti. Eustorgio, secondo le Europäische Stammtafeln, vol III, 732 (non consultate), era figlio di Arimanno.

## Biografia
Secondo il documento n.134 del Cartulaire de Brioude, nel 911 (anno decimo octavo regni Caroli), Roberto era già citato come visconte (Rotberti vicecomitis).
Roberto si sposò con Aldegardis, di cui non si conoscono gli ascendenti, in prime nozze, prima del 918; infatti, secondo il documento n.286 del Cartulaire de Brioude, in quell'anno (anno vigesimo quinto quo Carolus rex cepit regnare), Roberto era citato sempre come visconte (Robertus vicecomites) assieme alla moglie, Aldegardis (Rotberti et Adalgardia uxor eius).
Roberto nell'ottobre del 927 (anno V quod infedeles Franci regem suum Karolum dehonestaverunt et Rodulfum in principem elegerunt) fu citato come testimone e sottoscrisse una donazione fatta all'abbazia di Cluny, dal conte di Alvernia e duca d'Aquitania, Alfredo.
Nell'agosto del 930 (anno primo regnante domino Ludovico rege, assumendo come primo anno di regno di Luigi IV di Francia il 929, anno della morte di suo padre, Carlo il Semplice), il visconte Roberto controfirmò il documento n° 337 del Cartulaire de Brioude, inerente a una donazione.
Secondo l'Histoire Générale de Languedoc, Tome V, Preuves, Chartes et Diplômes, nel 936, il visconte Roberto fu tra i fondatori dell'abbazia di Chanteuge, assieme ai figli, Roberto il Giovane ed Eustorgio.
Roberto, rimasto vedovo, si sposò in seconde nozze con Ildegarda (?-prima del 962), figlia di Huberto ed Ermengarda; infatti, nel 947 (anno XVIII regnante Ludovico rege, assumendo come primo anno di regno di Luigi IV di Francia il 929, anno della morte di suo padre, Carlo il Semplice), nel mese di dicembre, Roberto (Rotberti vicecomitis) viene citato nel documento n° 16 del Cartulaire de Sauxillanges, assieme alla seconda moglie, Ildegarda (Hildegardis vicecomitisse).
Di Roberto non si conosce la data esatta della morte. Si presume sia morto verso la metà del X secolo.
In una donazione del figlio, Stefano, datata 950, il visconte Roberto è citato assieme alla moglie, ildegarda.
In una donazione, sempre del figlio, Stefano, controfirmata dall'altro figlio, Roberto il Giovane, datata 962, Roberto i risulta già morto.

## Discendenza
Roberto dalla prima moglie Aldegardis ebbe tre figli:
- Roberto[1][8], Visconte d'Alvernia
- Stefano[1](?-ca. 970), vescovo di Clermont[1]
- Eustorgio[1][8];

mentre dalla seconda moglie, Ildegarda, non ebbe figli.

### Fonti primarie
- (LA)  Cartulaire de Brioude.
- (LA)  Recueil des chartes de l'abbaye de Cluny, tomé 1.
- (LA)  Cartulaire de Sauxillanges.
- (LA)  Histoire Générale de Languedoc, Tome V, Preuves, Chartes et Diplômes.

### Letteratura storiografica
- Louis Alphen, Francia: Gli ultimi Carolingi e l'ascesa di Ugo Capeto (888-987), in «Storia del mondo medievale», vol. II, 1979, pp. 636–661